# Storia del Gambia

## Epoca pre-coloniale

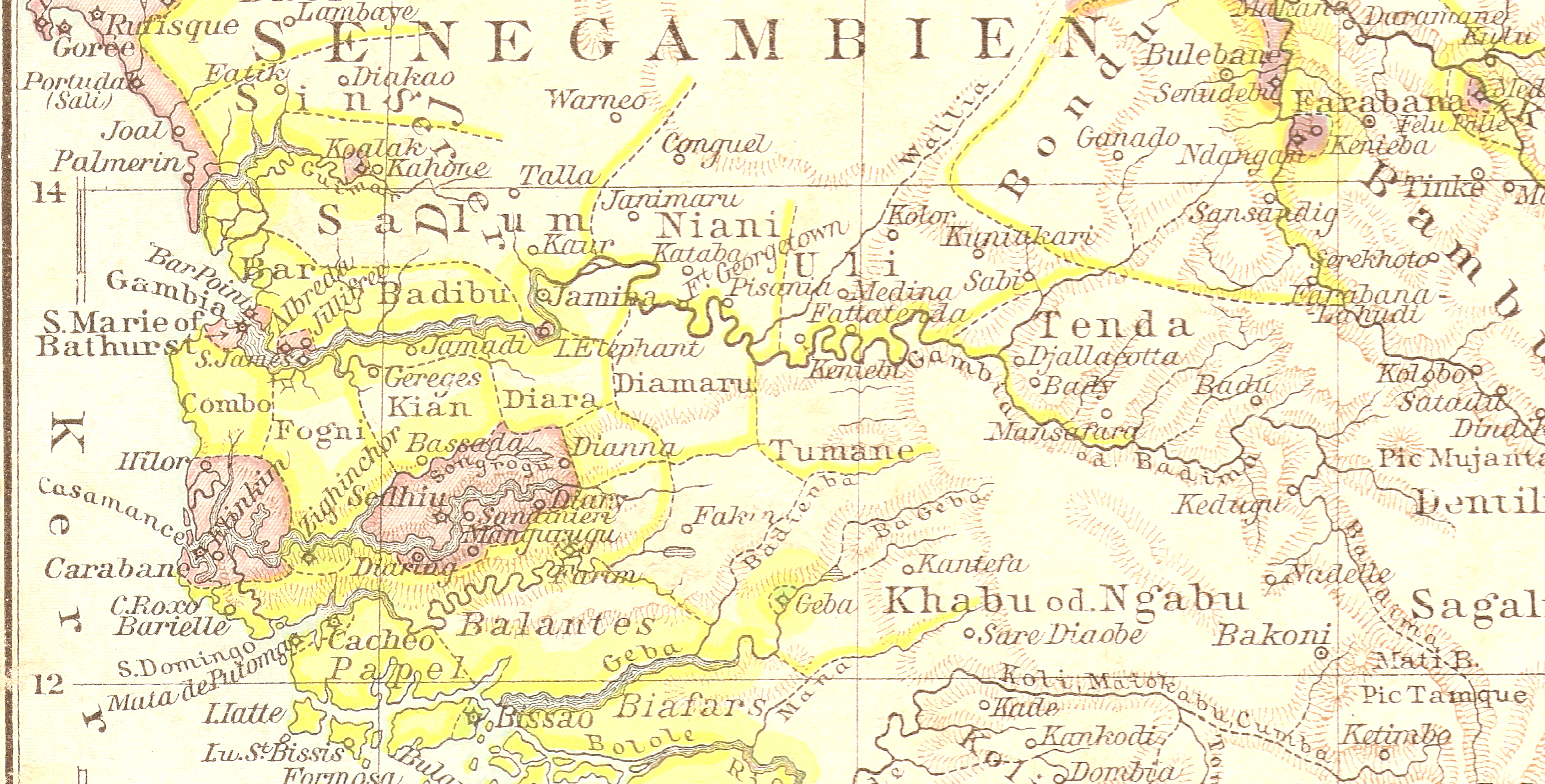
Cartina del Gambia nel 1881

Il territorio dell'attuale Gambia apparteneva un tempo ai due importanti imperi: quello del Gambia e l'Impero Songhai.
Le prime testimonianze scritte sulla regione ove oggi si trova il Gambia risalgono ai commercianti arabi del IX-X secolo. Nel 1066, gli abitanti del regno di Tekrur, che sorgeva sulle rive del fiume Senegal, furono la prima popolazione dell'Africa nera a convertirsi in massa all'Islam. I commercianti musulmani aprirono poi una rotta trans-sahariana per il commercio di schiavi, oro e avorio. Agli inizi del XIV secolo, il Gambia divenne tributario dell'Impero del Mali; la zona fu poi dominata, sul finire del secolo, dai wolof. I portoghesi giunsero nell'area verso la metà del XV secolo e ottennero il controllo dei ricchi traffici commerciali e causarono la decadenza di questa via commerciale con le loro rotte marittime.

## Epoca coloniale
Nel 1588, il pretendente al trono portoghese Antonio, Priore di Crato vendette i diritti esclusivi per il traffico lungo il fiume Gambia ad alcuni mercanti inglesi. Le garanzie per tali diritti vennero sancite da una lettera scritta di suo pugno dalla regina Elisabetta I d'Inghilterra.
Nel 1618 re Giacomo I d'Inghilterra garantì i diritti di commercio con il Gambia e con l'allora Costa d'Avorio ad una compagnia britannica.
Tra il 1651 ed il 1661 il Gambia divenne (per lo meno ufficialmente) parte delle colonie del Granducato di Polonia-Lituania, essendo stata acquistata dal duca di Curlandia Giacomo Kettler (al tempo, infatti, il Ducato di Curlandia era legato allo stato lituano-polacco).

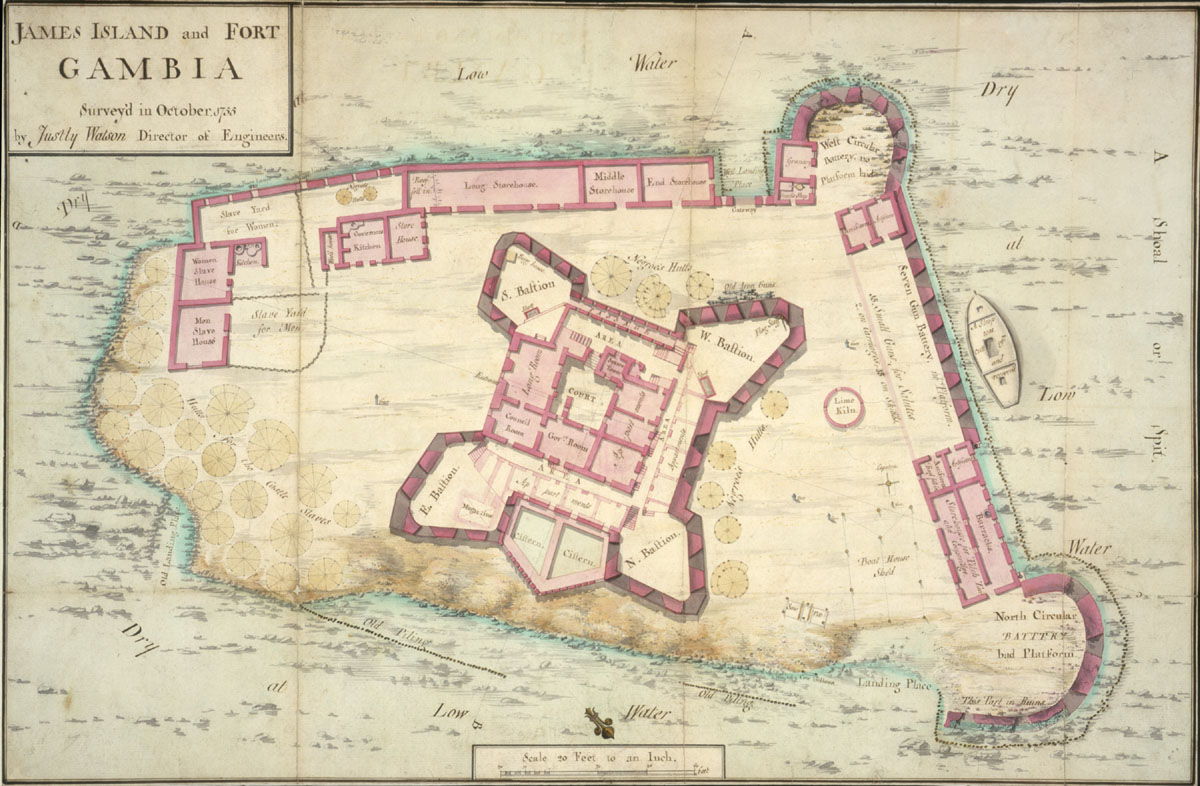
Cartina dell'Isola James e di Fort Gambia.

I coloni curlandesi si insediarono sull'Isola James, e la chiamarono Isola di Sant'Andrea, che venne usata come base commerciale dal 1651 al 1661, data della sua cattura da parte degli inglesi.

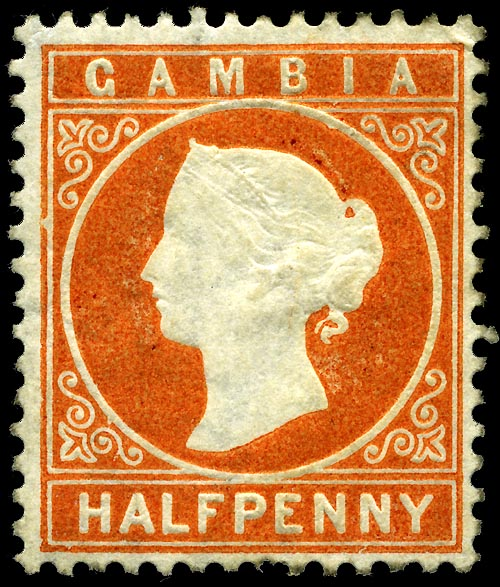
Un francobollo gambiano del 1880

Alla fine del XVII secolo e per tutto il XVIII, Inghilterra e Francia lottarono costantemente per il predominio commerciale sulle regioni del Senegal e del fiume Gambia. Il trattato di Parigi del 1783 diede alla Gran Bretagna i diritti sul Gambia, ma i francesi mantennero un avamposto ad Albreda sulla riva settentrionale del fiume, che venne ceduto agli inglesi solo nel 1857.
Durante i tre secoli di permanenza della rotta trans-sahariana, vennero catturati circa 3 milioni di schiavi presi dalle popolazioni che abitavano nei territori circostanti. A questi occorre aggiungere gli schiavi che vennero catturati e venduti dai commercianti arabi prima e in concomitanza con il periodo della pista trans-sahariana, e di cui non abbiamo alcuna stima.
Gli schiavi vennero inizialmente inviati in Europa come servitù, fino all'espansione del mercato del lavoro nelle Indie Occidentali e in Nord America nel XVIII secolo.

## Epoca moderna
Nel 1807 il traffico degli schiavi venne bandito in tutto l'Impero britannico e l'Inghilterra cercò di impedire la sua pratica anche nella Gambia, seppur con scarsi risultati. A tal proposito venne edificato un avamposto militare a Bathurst (l'attuale Banjul) nel 1816. Durante gli anni a seguire il territorio venne amministrato dalla giurisdizione del Governatore Generale Britannico della Sierra Leone, solo nel 1888 esso divenne una entità coloniale separata.
Nel 1889 un accordo con la Francia permise di delineare gli attuali confini del Gambia che finì con l'appartenere alle Colonie Britanniche della Corona, e venne suddivisa in due giurisdizioni, quella della capitale Banjul (la colonia vera e propria) e il resto del territorio, considerato un protettorato, ottenendo nel 1901 i propri consigli legislativi ed esecutivi guadagnando progressivamente uno stato di autonomia grazie al quale nel 1906 abolì nel proprio territorio la pratica della tratta degli schiavi.
Durante la Seconda guerra mondiale la capitale Banjul servì come base per l'Aeronautica militare americana e come porto per i convogli navali britannici, mentre le truppe della Gambia combatterono a fianco degli alleati in Birmania.
Nel 1943 il presidente statunitense Franklin Delano Roosevelt fece tappa a Banjul prima di partecipare alla conferenza di Casablanca, compiendo così la prima visita ufficiale di un presidente statunitense in terra d'Africa.

## Autonomia e indipendenza
Con la fine della seconda guerra mondiale, il Gambia cominciò a chiedere alcune concessioni autonomistiche al Regno Unito e il processo di riforme accelerò il passo e nel 1962 seguì un suffragio elettorale che portò alla piena autonomia politica e amministrativa nel 1963. La Gambia ottenne ufficialmente l'indipendenza il 18 febbraio 1965, diventando una monarchia costituzionale all'interno del Commonwealth britannico. Subito dopo lo stesso governo fece una proposta di riforma costituzionale per trasformare il capo di Stato, fino ad allora il monarca britannico, in un presidente della repubblica. Per questo venne indetto un referendum che però non raggiunse i 2/3 richiesti, manifestando però al mondo l'ampio rispetto dei diritti civili e politici presenti nel Gambia.
A seguito di un secondo referendum, il Gambia divenne una repubblica presidenziale il 24 aprile 1970 e come primo presidente venne eletto Dawda Kairaba Jawara.

## Colpo di Stato di Sanyang e Confederazione del Senegambia
Nel 1981, mentre Dawda Kairaba Jawara presiedeva a Londra ad una cerimonia ufficiale, venne rovesciato da un sanguinoso colpo di Stato guidato da Kukoi Samba Sanyang, che in precedenza aveva cercato inutilmente di essere eletto all'interno del parlamento. Da Londra Jawara si appellò alle forze armate del vicino Senegal per sventare il colpo di Stato, che venne scongiurato dopo una settimana di combattimenti che comportarono la morte di molte migliaia di persone tra civili e militari.
In conseguenza di questa instabilità, il Gambia fu indotto a creare una confederazione con il Senegal nel 1982 con il Trattato di Confederazione, con il quale si poneva in essere la Confederazione del Senegambia, che unificò i due eserciti, i due sistemi economici e introdusse una moneta unica. Già nel 1989, però, il Gambia decise di separarsi dalla confederazione.
Fino al colpo di Stato militare del 1994, il Gambia fu guidato dal Presidente Sir Dawda Kairaba Jawara, fin lì rieletto per ben cinque volte. In realtà, un primo, violento e infruttuoso tentativo di porre fine alla relativa stabilità dell'era Jawara si era giàverificato nel 1981.

## Colpo di Stato di Jammeh
Nel luglio del 1994 le Forze Armate del Consiglio Governativo Provvisorio (AFPRC) presero il potere con un altro colpo di Stato, che depose il governo di Jawara e bandì dalla vita politica e pubblica tutti i partiti esistenti.

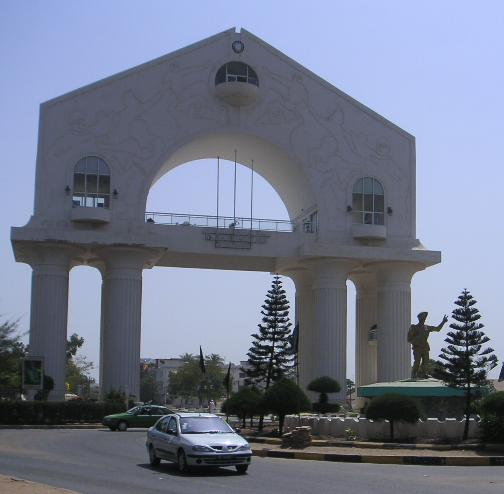
L'Arco 22, commemorante il colpo di Stato del 1994.

Il colonnello Yahya A.J.J. Jammeh a capo dell'AFPRC, divenne il nuovo capo di Stato, mentre la giunta al potere promise alla popolazione e all'opinione mondiale un piano per il progressivo ritorno alla vita democratica. 

## Consolidazione del potere di Jammeh e aperture pseudo-democratiche
Nel 1996 venne istituita a tal proposito la Commissione Elettorale Indipendente Provvisoria (PIEC) per sovrintendere alle elezioni nazionali. Le disposizioni del PIEC prevedevano l'istituzione di un nuovo registro elettorale, l'adozione di una nuova costituzione frutto di un referendum da indire nell'agosto di quello stesso anno, delle elezioni presidenziali in settembre ed infine una nuova tornata elettorale per il gennaio 1996. Il 6 novembre 1996 il colonnello Yahya A.J.J. Jammeh, ormai in ritiro, venne eletto Presidente della Repubblica del Gambia, e venne successivamente eletto una seconda volta nel 2001 con un mandato di cinque anni.
La Repubblica Popolare Cinese ha interrotto le relazioni internazionali con il Gambia a seguito del suo riconoscimento della repubblica di Taiwan, mentre il Gambia è stato membro non permanente del Consiglio di Sicurezza dell'ONU dal 1998 al 1999.
Il 2 ottobre 2013, il Ministro degli Interni del Gambia annunciò che il Gambia avrebbe abbandonato il Commonwealth delle nazioni con effetti immediati, dichiarando che "mai tornerà a far parte di un'organizzazione neo-coloniale".

## Fallito colpo di Stato del 2014
Nel dicembre del 2014, fu tentato un colpo di Stato per rovesciare il presidente Jammeh.

## Fine del regime di Jammeh
Le elezioni presidenziali del 2016 videro la vittoria a sorpresa di Adama Barrow, candidato oppositore di Jammeh, con il 43,3% di voti a favore. Dopo un iniziale assenso a favore di questa vittoria, Jammeh cambiò idea e si rifiutò di riconoscere il risultato dell'elezione e di abbandonare il suo ufficio, e preferì piuttosto proclamare uno stato di emergenza. Barrow abbandonò il paese e fuggì in Senegal, dove divenne presidente dell'ambasciata Gambiana a Dakar il 19 gennaio 2017.
In quello stesso giorno, la ECOWAS lanciò un intervento militare in Gambia per rimuovere Jammeh dal potere con la forza; l'operazione, chiamata Operazione Restore Democracy, fu autorizzata dal Consiglio di sicurezza delle Nazioni Unite con la sua Risoluzione 2337. Il 21 gennaio, Jammeh annunciò il suo ritiro dal suo posto di presidente, abbandonò il paese e si auto-esiliò nella Guinea Equatoriale. Il 27 gennaio, Barrow tornò in Gambia e prese ufficialmente posto nel suo ufficio.
Il 6 aprile 2017, si tennero le elezioni parlamentari, che videro la vittoria del Partito Democratico Unito di Barrow, che vinse il 37,47% dei voti totali e ottenne 31 dei 53 seggi dell'Assemblea Nazionale.

## Oggi
L'8 febbraio 2018, il Gambia ritornò ufficialmente nel Commonwealth, col benestare del governo britannico.